# Wilhelm Joseph Reiff
Wilhelm Joseph Reiff (geboren am 20. Juli 1822 in Kerpen-Hemmersbach bei Köln; gestorben nach April 1860) war ein deutscher Kommis und Angeklagter im Kölner Kommunistenprozess.

## Leben
Wilhelm Joseph Reiff wurde am 20. Juli 1822 geboren. Am folgenden Tag zeigte sein Vater, der Handelsmann Jodocus Reiff (geboren 1796), die Geburt seines Sohnes dem Bürgermeister Dunwald in Sindorf an. Seine Mutter war Johanna Marie Sibilla Saßmannshausen. Über Reiffs Jugend ist bisher nichts weiter bekannt. Wilhelm Stieber schreibt, dass er seit 1842 in Köln lebte und als Kommis, Schreiber und Kommissionär tätig war.

### Kommunistenprozess 1852
Bei seiner Verhaftung war er „ohne Gewerbe“, d. h. arbeitslos.
Die Kölner Polizei fertigte 1851 einen Steckbrief von ihm an: „Alter: 29 Jahre, Größe 5 Fuß 2½ Zoll preuß. Maß; Haare: braun; Stirn: hoch. Augen: blau. Nase und Mund: gewöhnlich; Kinn: rund; Bart: braun.“
Am 8. November hatten die Behörden die Untersuchung teilweise abgeschlossen und wollten Peter Gerhard Roeser, Johann Heinrich Bürgers, Peter Nothjung, Hermann Heinrich Becker, Carl Wunibald Otto, Roland Daniels, Wilhelm Joseph Reiff, Johann Jacob Klein, Abraham Jacobi, Friedrich Leßner und Ferdinand Freiligrath anklagen. Der Anklagesenat des ‚Kölner Appelhofs‘ lehnte das aber ab. Erst am 12. Mai 1852 wurde Anklage erhoben und am 4. Oktober 1852 begann der Kölner Kommunistenprozess. Den Angeklagten wurde ein „Komplott“ vorgeworfen, mit dem „Zweck“, „die Staatsverfassung umzustürzen“ und die Bürger für einen „Bürgerkrieg“ „zu bewaffnen“. Der Prozess dauerte bis zum 17. November 1852. Reiff wurde durch den Anwalt Dr. Thesmar vertreten, der im Plädoyer sagte: „Der Angeklagte Reiff, dessen Verteidigung ich führe, hat sich gegen die gegenwärtige Kriminaluntersuchung in doppelter Beziehung zu beklagen. Nicht blos, daß Reiff ohne zureichende Veranlassung in dieselbe hineingezogen, seit Jahr und Tag verhaftet ist und auch nach seiner Freisprechung für lange Zeit in seiner Existenz vernichtet bleibt, wird er auch noch mit gleichem Unrecht in dem Anklageakte als einer der hervorragenden Führer der Kommunistischen Partei geschildert.“ Er kam zu dem Schluss, dass Reiff unschuldig im Sinne der Anklage sei. Der Oberprokurator August Heinrich von Seckendorff beantragte für Reiff sechs Jahre ohne Anrechnung der erlittenen Untersuchungshaft. Das Gericht entschied auf „fünf Jahre“ Festungshaft. Mit dem Urteil vom 12. November 1852 wurden Reiff für fünf Jahre die bürgerlichen Ehrenrechte gemäß § 63 des preußischen Strafgesetzbuches von 1851 aberkannt. Außerdem erhielt er lebenslange Polizeiaufsicht und musste gemeinsam mit allen anderen Verurteilten die Kosten des Prozesses bezahlen. Er verbüßte die vollständige Strafe auf der Festung Glatz gemeinsam mit Peter Nothjung. Am 12. November 1858 wurde er entlassen.

### Nach der Haft
Noch während der Haft veröffentlicht Wilhelm Stieber seine Die Communisten-Verschwörungen des 19. Jahrhunderts. Über Wilhelm Reiff meint er, ein vernichtendes Urteil abzugeben, wenn er schreibt:

„Er wird von der Untersuchungsbehörde als eine unbedeutende Persönlichkeit geschildert, welche nur als untergeordnetes Werkzeug dem Communistenbunde gedient zu haben scheine, da er nach seinen Verstandeskräften zu einer bedeutenderen Rolle nicht qualifiziert gewesen sein könne.“

Im Dezember 1853 und im Februar 1854 reichte Reiff zwei Gnadengesuche ein, die abgelehnt wurden. Er wurde am 12. November 1857 aus der Haft entlassen. Reiff arbeitete in Köln wieder als Kommis bei Kappesbauer und dem Kohlenhändler Fischer. Am 16. Dezember 1859 wurde er steckbrieflich wegen Unzucht gesucht. Reiff floh nach London und ernährte sich als Straßenmusikant und Sprachlehrer. Hier suchte er Kontakt mit Marx, Engels, Leßner, Wilhelm Liebknecht, Georg Lochner und Ferdinand Freiligrath. Auf Grund seiner Haltung im Kölner Prozess, weil er 1850 aus dem Bund ausgeschlossen wurde und wegen des Steckbriefes lehnten alle den Kontakt ab. Das zeitlich letzte Zeugnis von ihm ist sein Brief an Friedrich Leßner, geschrieben Mitte Mai 1860 in Manchester.

„Lieber Leßner! (…)Ich habe meine Violine, die ich Gelegenheit fand zu verkaufen, dabei natürlich aufgegeben. (…) Der Zweck dieses Briefes ist, Dich zu Bitten, einen Gang für mich zu tun. Ich habe nämlich den Kölner Stark beauftragt, Briefe für mich an J. Campell, 2 Agar Street, Strand zu richten. Es ist einer der Schulagenten und ein freundlicher Mann, der mir auch Privatstunden verschafft hat. (…) Adresse. Mr. Eduard Frost 6, Lord st. Hume Manchester.“

Über das weitere Schicksal von Reiff ist bisher nichts bekannt.

## Dokumente
- Protokoll der Komiteesitzung des Kölner Arbeiter-Vereins. 12. November 1848. In: Freiheit, Brüderlichkeit, Arbeit. Köln Nr. 5 vom 9. November 1848.[16]
- Protokoll der Komiteesitzung des Kölner Arbeiter-Vereins. 15. Januar 1849. In: Freiheit, Brüderlichkeit, Arbeit. Köln Nr. 3 vom 21. Januar 1849.[17]
- Protokoll der Komiteesitzung des Kölner Arbeiter-Vereins. 25. Januar 1849. In: Freiheit, Brüderlichkeit, Arbeit. Köln Nr. 1 vom 8. Februar 1849.[18]
- Protokoll der Komiteesitzung des Kölner Arbeiter-Vereins. 29. Januar 1849. In: Freiheit, Brüderlichkeit, Arbeit. Köln Nr. 1 vom 8. Februar 1849.[19]
- Protokoll der Komiteesitzung des Kölner Arbeiter-Vereins. 5. Februar 1849. In: Freiheit, Brüderlichkeit, Arbeit. Köln Nr. 8 vom 4. März 1849.[20]
- Protokoll der Komiteesitzung des Kölner Arbeiter-Vereins. 15. Februar 1849. In: Freiheit, Brüderlichkeit, Arbeit. Köln Nr. 6 vom 25. Februar 1849.[21]
- Protokoll der Komiteesitzung des Kölner Arbeiter-Vereins. 28. Februar 1849. In: Freiheit, Brüderlichkeit, Arbeit. Köln Nr. 8 vom 4. März 1849.[22]
- Protokoll der Generalversammlung des Kölner Arbeiter-Vereins. 18. Juni 1849. In: Freiheit, Brüderlichkeit, Arbeit. Köln Nr. 32 vom 24. Juni 1849.[23]
- Reiff an das deutsche Flüchtlings-Komitee in London. 5. Juni 1850.,[24] deutsch. 1 S.
- Steckbrief vom 16. Dezember 1859. Aus Kölnische Zeitung Nr. 349 vom 17. Dezember 1859
- Wilhelm Joseph Reiff an Karl Marx. nach dem 11. Januar 1860[25]
- Wilhelm Joseph Reiff an Friedrich Engels. 6. Mai 1860[26]
- Wilhelm Joseph Reiff an J. Campbell. 1860.[27]
- Wilhelm Joseph Reiff an Friedrich Leßner. Mitte. Mai 1860[28]

## Zitate
„Eine förmliche Revolution sei so niemals beabsichtigt worden, vielmehr seien sie gänzlich davon überzeugt gewesen und bei ihrer Verbindung von der Idee ausgegangen, daß, wenn die Arbeiter über ihre Interessen belehrt werden, dieselben für den Fall, daß zufällig eine Revolution ausbrechen sollte, schon wissen würden, wie sie sich zu verhalten hätten.“